# Vava (Babušnica)
Pour les articles homonymes, voir Vava.
Vava (en serbe cyrillique : Вава) est un village de Serbie situé dans la municipalité de Babušnica, district de Pirot. Au recensement de 2011, il comptait 218 habitants.

## Démographie
| 1948 | 1953 | 1961 | 1971 | 1981 | 1991 | 2002 | 2011 |
| ---- | ---- | ---- | ---- | ---- | ---- | ---- | ---- |
| 893  | 909  | 723  | 587  | 475  | 358  | 266  | 218  |

|  |